# やくみつる
やく みつる（本名：畠山 秀樹〈はたやま ひでき〉、1959年3月12日 - ）は、日本の漫画家・好角家。日本昆虫協会の副会長。
現在はテレビ番組やラジオ番組のコメンテーター 、エッセイスト及び和尚さんとしても活動している。
「やくみつる」の芸名は、麻雀の「役満」を捩ったもの。1981年のデビュー時は「はた山 ハッチ」を名乗っていた（「#来歴」参照）。

## 来歴
東京都世田谷区桜新町出身。両親は秋田県出身。
桐蔭学園中学校、同校高等学校普通科、早稲田大学商学部卒業。学位は商学士。在学中は、早稲田大学漫画研究会に所属。
1981年にはた山 ハッチ（はたやまハッチ、Hatch Hatayama）名義で、漫画家として『まんがタイム』誌でデビュー。「パロ野球ニュース」などプロ野球4コマ漫画を経て、『やくみつるのガタガタ言うゾ!』などの時事4コマ漫画をやくみつる名義で執筆するようになる。
代表作は1994年から『しんぶん赤旗』日曜版で連載している『やくみつるの小言・大言』。
時事ネタを扱うようになってからは、テレビ番組のコメンテーターなどのタレント活動もしている。
妻はアシスタントの畠山利奈子（やく利奈子)。

## 人物

### 漫画家として
大学生の頃に学費を稼ぐために漫画の執筆を開始する。ストーリー漫画の執筆はできないため、似顔絵描きや4コマ漫画で薄利多売をする方法で活動を続けた。自身の漫画業界における成功経験を重視し、漫画の持つ文化的な側面を軽視する傾向にある。少年漫画については「子どもに少年漫画は見せたくないというのが私の持論である。漫画なんて成人向け週刊誌の間に息抜き程度にはさまっているだけで十分な代物だと思う」と強く否定し、ストーリー漫画家についても「それなりの原稿料をもらい、さらに、印税で巨万の富を得るのはムシのよすぎる話。やはり漫画家たるもの1枚ナンボの世界に身を置きたいもの。」と評した。
4コマ漫画については1994年頃に「漫画家を志す者にとって、4コマというのは参入しやすいものに見えるらしい。」「ところが、いわゆる一般の週刊誌に描ける漫画家となると、ほんの一握りに過ぎない」と述べる一方、同人誌出身の漫画家については「漫画同人系から入ってきた連中は手に負えない。彼らは、仲間内で楽しめばいいという感覚をひきずったままプロになる。そのため、人に読んでもらうということに対しての自覚が皆無に等しい。ネタについてのとらえ方も、独善的で、あいまいだ。こういう輩が跋扈（ばっこ）する限り、業界はますますヒドくなっていくだろう。」と著した。やくは「漫画嫌い」を公言し、2015年10月19日放送の『情報ライブ ミヤネ屋』で、漫画は読むのも描くのも時間の無駄であると語った。

### プロ野球4コマ漫画家として
荒唐無稽な要素が少なく、ヒーローインタビューや試合の経過などといった、実際に起こったことを取り上げて批判する作風である。また自身を頻繁に漫画に登場させて、登場人物と絡らませることも特徴になっている。
1981年に『まんがタイムオリジナル』でいしいひさいちの『がんばれ!!タブチくん!!』を模倣した『がんばれエガワくん』の連載が人気となり、1985年の『まんがスポーツ』にメイン作家として起用された経緯から、いしいひさいちに便乗した漫画家の筆頭とされる。ただし、やくは、題材とした江川と同じ部屋にもいたくないと公言するほど江川を嫌っており、タイトルも江川を主役にしようと決めたのも、芳文社の編集者主導によるものだった。
自らの比較的現実的な作風を考慮せず、すぐにフィクションと区別がつかないような事を書くことも多かった。一例を挙げると、桑田真澄が目に沁みないように予め自分でビールをかけているところを取り上げ、「一人ビールかけで総スカン」などと書いたことがある（巨人が強行指名したという経緯もあり、いしいひさいちも桑田を悪人顔に書いていたが、荒唐無稽な話で笑わせていた）。また、衝突事故によって吉村禎章に重傷を負わせた栄村忠広を背番号66からダミアンと名付け、衝突事故を執拗にネタとして扱った。熱狂的な横浜ベイスターズファンながら、選手の好き嫌いが激しく、高木豊や佐々木主浩などには、辛辣なネタを描くことが多かった。例としてまだリリーフ分業制が確立していない時代に、佐々木が9回限定で登板していたことをネタにし、暴漢に襲われる女性が、自ら反撃しながら苦労して取り押さえたところで、やっと佐々木が助けに来るという話があった。
その後、キャリアとしては全盛期に『まんがパロ野球ニュース』（現『まんがくらぶオリジナル』竹書房）の看板作家の座を、同じく横浜ベイスターズを題材としていたみずしな孝之（荒唐無稽な要素と、日常的な要素を併用していた）に追われている。ほぼ正反対だった作風の『きまぐれMVP!』（たかみね駆）を名指しで批判したこともある。
2011年に横浜ベイスターズがDeNAに買収されると、やくは長年の横浜ベイスターズファンであることを公言してきたが、DeNAが課金制の携帯電話向けゲームを運営する会社であることを「疫病神」などと罵倒し、ベイスターズファンを（親会社が代わるまで）やめると宣言した。「はた山ハッチ」名義でもファン休止宣言を行った。やくはDeNAに対して、自身が横浜ファンに戻る「チャンスを与える」として「DeNAも新業種に（大洋ホエールズと同じ）遠洋漁業を加えてみろ。」と要求している。
しかし、親会社変更直後のシーズンである2012年の開幕（4月3日）から『神奈川新聞』にて『はた山ハッチの それでもガンバれ!!中畑ベイスターズ』 と改題して、シーズン中の1コマ漫画連載は継続。
後になって「横浜ベイスターズが横浜DeNAベイスターズとなってから、“決別宣言”をした僕ですが、ベイスターズのことはずっと応援しています」と発言しており、休止宣言は実体の伴わない口先だけのものであった。

### 風刺漫画家として
1994年から『しんぶん赤旗』日曜版で連載している『やくみつるの小言・大事』 を連載しているほか、民主党の『マンガ版よくわかる民主党政策』を執筆する などがある。

### テレビのコメンテーターとして
プロ野球などについて物議をかもす発言を多く残しているが、テレビ番組で共演している水道橋博士によれば「茶番劇」の中で悪役を演じているだけだという。　

### スポーツ評論家として
フィギュアスケートを「ナルシストのスポーツ」と呼び、ソチ五輪で金メダルを受賞した羽生結弦選手に対しては「ナルシストの泣き虫」と評している。また、スケートボードをスポーツと認識しておらず、ただの不良少年たちの迷惑行為と扱っている。また、2020年東京オリンピックでの実況なども軽薄であると批判している。

### アンチ亀田として
ボクシングで亀田三兄弟が大阪から世界を目指すとしてメディアに取り上げられたが、長男・興毅が相手選手に行う挑発的なパフォーマンスやそれを容認する父・史郎の姿勢を疑問視し、否定的な姿勢を見せていた。2006年8月2日に長男・興毅がWBAライトフライ級世界タイトル戦で判定勝利した後、疑惑の判定との声が多く寄せられたために史郎が同月7日放送のテレビ朝日系列の朝の情報番組『スーパーモーニング』に出演。ガッツ石松、やくとの公開討論を行い判定の批判への不満を露わにした。史郎はガッツとのやりとりの後、やくに「そんであの、おたく」と呼ぶとやくは「おたくじゃない、やくさんと言いな。俺は47（歳）だ」と言うと（史郎の息子らに対する躾がなっていないとして）「これでカメをしばっとき」と、凧糸を渡した。凧糸を渡された史郎は床に捨てると、やくは「人の土産それはないよな」「これ腹立つやろ、腹立つやろ。あんたの倅はこれと同じことやっとるんや」と長男・興毅の試合前に行っている対戦相手へのパフォーマンスを批判する。その後「オッサンの教育のためにやってきた」「まずは口の利き方を教えてやった方がいい」「安っぽいドラマを見せないでほしい」「あんな1時間半にも渡ってダラダラダラダラパフォーマンスを見せらるのが嫌じゃ」（史郎から「それだったら観なきゃいい」と言われ）「わしはベネズエラ応援してたから観てたんじゃ」などの挑発を繰り返した。
この際、やくはサングラスをかけて、服も不良が着るような派手な服装で、数珠のようなネックレスを付けて討論に臨んだ。この姿も「おたくの倅がそういう態度で他人に接している」ということをわからせるためにやったと発言した。だが史郎は「ここは話し合いの場であって興毅は闘いの場でやってる。ここでやるのはおかしい」と不快感を露わにした。同席していたガッツも「これは試合の時のためのパフォーマンスだから、この場で亀田の親父さんにやっちゃダメだ」と苦言を呈した。やくは「この親父さんには普通に言ったのでは意味がないから敢えて同じ行動を取ってどれだけ失礼な行為かをわからせたかった」と説明した（討論の途中から、やくはサングラスから普通の眼鏡に掛け直した）。結局、話し合いは解決に至ることはなかった。これ以降、やくと史郎及び亀田三兄弟の共演はなかった。そして翌年2007年10月11日に次男・大毅と内藤大助との試合で大毅は反則行為を繰り返し、亀田家として初めて黒星を喫すると亀田一家に日本中から批判を受けることになった。奇しくも前述の『スーパーモーニング』でやくは史郎の「悪いことしても世間に迷惑かけなきゃええやないか」との発言に「悪いこと肯定できないよ。迷惑かけなきゃコンビニも前に座っていいだろとか、落書きしてもいいとか己のスタイルを貫いてもいいっていう風潮が世の中に蔓延しているのが嫌だと言っている」と苦言を呈していたが、史郎はやくの最初の会話で皮肉めいた挑発に激怒していたため忠告に耳を傾けず、興毅を中心に一連のスタイルを貫きすぎた結果、前述の反則行為で対戦相手の内藤とその陣営や観客や全国のボクシングファンや関係者に迷惑をかける形になり、やくの忠告を無視したことで亀田家は日本中から怒りを買いバッシングを受ける結果となった。
その後亀田家がメディアに取り上げられる機会が減ると痛烈な批判をしなくなったが、インターネットTV「AbemaTV」の1周年記念企画『亀田興毅に勝ったら1000万円』については「どうせ、また弱いやつに相手に勝ったんじゃないですか」と発言し、付け足して「なんて言うと炎上するんですよね。“かっこ笑い”ですからね」とかつて現役時代に強敵選手の対戦要求を拒んで試合を避け続けた亀田一家の行動を揶揄する発言をするなど批判的な発言はなかったものの好印象とまではならなかった。

### 好角家として
朝青龍明徳については前述の江川ほどの厳しい批判をしていなかったが、2007年夏の休業中にモンゴルでサッカーをした騒動を期に徹底的な批判に転じる。これについて本人は「即刻クビだと思った」と発言している。朝青龍が3場所連続休場後に出場した2009年初場所では、場所前に「朝青龍は、相撲そのものに執着がないから、1勝2敗で3日目に引退する」と予測していた が、朝青龍は14勝1敗で優勝した。
白鵬翔が2014年の九州場所で32度目の優勝を果たし、大鵬の史上最多優勝記録に並ぶと土俵上の態度を理由に「日本人が期待する横綱像とは悲しいかな離れてきている。立派な横綱だと尊敬されるためには、改めるべきはこれを機に改めていただきたい」と批判した。スポーツジャーナリストの菅谷齊は、「八百長騒動で人気がガタ落ちした大相撲を復活させたのは白鵬人気であり、横綱になってから一度も休場がないというのも特筆すべきことで、角界を支えてきた英雄」として、やくの批判は言いがかりではないかと述べている。
貴乃花光司については、2018年2月6日放送の『バイキング』で相撲協会の八角体制が盤石であったことから「貴乃花親方は現在45歳。すると10年後は55歳になり、相当勉強されて、支持されてくるんじゃないかと思う」と今後の展望に期待するコメントをしていた。しかし2018年12月に弟子の貴ノ岩が付け人暴行で引責引退した件では「今回の貴ノ岩事件では、加害者も被害者も貴乃花部屋出身の力士です。とくに貴ノ岩の手の早さは角界でも有名だった。貴乃花親方の指導が徹底していれば、事件は起きなかったでしょう。力士が望まぬ指導を受ければ不満が溜まり、暴力という負の連鎖になって後輩に被害が及ぶ。先日、テレビのインタビューで親方は『貴ノ岩には今後10年間会わない』と語っていましたが、元師匠としての責任を放棄しているとしか思えません」と元師匠であった貴乃花の責任を厳しく指摘している。
2020年3月場所は新型コロナウイルスの影響で「無観客場所」となったが、初日をテレビ観戦した感想として「良かったのは神聖な面が出たところ。横綱土俵入りで、初めて四股を踏む音、すり足の動作の音、化粧まわしと土俵の摩擦音、呼吸音まで聞こえた」と語り「相撲が神事であると見つめ直す機会になった」と述べた。その一方で「良くなかったのは淡々と進んでしまうところ。お客さんの声は、今や熱戦の必要条件になっている」と残念がった。
2020年7月場所前の中川部屋閉鎖騒動の際、部屋閉鎖処分の原因となった中川親方の暴言を弟子が録音していたことに対して「弟子たちがちゃんと録音しているものを残しているという。時代は変わってきつつあるな。なかなかご指導も大変だろうと思いますけど、ちょっとビックリしました」と弟子の対応に驚きを隠せなかった。

### カツラ
カツラを愛用していることを公言しており、当初は着脱式のものを使用していたが、映画『かずら』の「着脱式のカツラをつけた男性が空港の金属探知機に引っかかる」というオープニングシーンに衝撃を受けたことをきっかけに、現在は松木安太郎の紹介によるスヴェンソンの編み込み式増毛法とふりかけ式を併用している。

### 珍品コレクター
有名人のたばこの吸殻や使用済みのストロー、世界各国のトイレットペーパー等のいわゆる珍品を多数収集していることで知られ、それらに関する本も出している。横浜ベイスターズが1998年の日本シリーズで優勝した時の祝勝会で使われた酒樽（使用後で空の状態）も持っている。やくは実際にこの祝勝会に参加しており、球団にも空になった酒樽をもらいたいと申し出てOKをもらったが、選手や関係者が持ち帰るようなことがあったら勘弁して下さいと言われたことで、誰にも持って行かれないようにずっと酒樽の横に居た。『週刊ベースボール』編集部員が酒樽をやくの事務所まで運ぶのに協力している。

### 交友関係
上記のように、やくは自分の作品掲載以外でもコメンテーターなどとして積極的にマスメディアに出演・寄稿し、「珍品コレクション」の収集という趣味もあるため、有名人との交友を幅広く持っている。その中の一人に、昆虫採集、特にチョウの採集という共通の趣味がある鳩山邦夫がいて、やくは自分の作品の中で鳩山を登場させた事もある。鳩山が日本郵政の西川善文社長の更迭を求めた問題で麻生内閣での総務大臣辞任に追い込まれた際には、「一企業の社長人事で大臣が辞任に追い込まれるのは奇異に思う」などとしてその決定を批判した。また、好角家という関係から親交を持ったデーモン閣下とは『Qさま!』や『大相撲この一年』などで共演している。
出身地に住み続けているため、小学校の同級生と現在も頻繁に酒食を共にする。子供時代は、肉の脂身など苦手な食べ物が多く学校給食を完食するまで居残りさせられていたが、大人になると偏食はなくなったという。

### その他
- 2009年12月、自身が選考委員を務める「ユーキャン新語・流行語大賞」発表の場において、「ご存命なら“ゴックンしてない”を（候補に）ねじ込みたかった。残念です」と中川昭一元財務相の釈明の言葉を推すつもりだったことを明らかにした[33]。
- 少年時代は巨人ファンだったが、江川事件でアンチ巨人に転じる。横浜大洋ホエールズ→横浜ベイスターズのファンになったきっかけは、1979年5月27日の大洋-巨人戦を球場で観戦し、その試合で大洋が快勝したことから。また、妻との馴れ初めも、1986年4月6日に大洋-阪神戦を球場観戦した時。
- 長年にわたる横浜の熱狂的ファンであることが有名ではあるが、選手によって好き嫌いも激しい。例えば、「大魔神」こと佐々木主浩元投手をネタにする時は辛辣さを極めているし、自身と同い年の高木豊に対しても主力選手だった時代から厳しいコメントが多い。
- 石原慎太郎について、『FLASH』誌にて、12年間の都政のうち、教育・福祉の分野では「70点」と評価し、「児童ポルノ規制、日の丸・君が代の徹底はむしろ評価。知事自身が過去、ヤンチャな時代があったにもかかわらず、看過できないと表現の自由に一石を投じた点は評価してもよい」とコメントした[34]。
- 2020年東京オリンピック開催が決定した2013年9月8日の時点では、オリンピック反対の立場に立つとして「最近で最もへこんだ」「“オモテナシ”ではなく“ソレドコロジャナイ”という言葉をIOC委員に伝えたかった」などとコメントしている。理由は原発問題関係だった[35]。
- 新語・流行語大賞の審査員として2016年「保育園落ちた日本死ね」を選出。死ねという言葉に嫌悪感を持つ人々に対し「こういう言葉は流行語大賞でなければ拾い得ない」と反論し、当初はやく自身も死ねという言葉に嫌悪感を持ったことを述べている[36]。
- 2023年5月にお笑いタレントの塙宣之から「Netflixの（大相撲をテーマにしたドラマ）『サンクチュアリ -聖域-』、どうですか?」と聞かれた際に「Netflix? なんですか?」と答え、ドラマ以前にNetflix自体を知らないような様子であったとして、「ボケだと思ったんすけど、本当に、ITがわかってない。なんでそんな人が流行語大賞のあれ（審査員）、やってるんだ？」と指摘されている[37]。
- 秋田県鹿角市の商工会のイメージキャラクターに自身をモデルにした「やくっち」と妻をモデルにした「りなっち」をデザインした[38]。
- 2016年から、長野県高森町のふるさとPR大使に起用される[39]。
- 豊富な知識を生かし、クイズ番組などにも多数出演している。なかでも、2015年5月22日放送の「中居正広の金曜日のスマたちへ」の中でおこなわれた『クイズダービー復刻版』においては、かつての『クイズダービー』レギュラー放送時においてメイン解答者だったはらたいら（2006年11月死去）に代わり、『クイズダービー』司会者で当日の「スマたちへ」のゲスト出演者でもあった大橋巨泉からの直接のオファーにより出演[注 3]。レギュラー放送時と同じ8問完全版であり、やくはその期待に応えるべくかの如く、結果は6勝2敗（8問中6問正解）というかつてのはらに匹敵する成績を叩き出した。
- オフィス北野所属のピン芸人やくみつゆを公認している。
- 日本高血圧学会が主催する高血圧川柳の審査員を務めている。

## おもな作品・活動
やくは「はた山ハッチ」という別のペンネームも持ち、仕事の性格等に応じて両者を使い分けていた。なお連載作品名に「やくみつるの」と付く場合は、これを省略して表記する。デビュー当初は「はた山ハッチ」名義で執筆していたが、途中から「やくみつる」名義でも執筆するようになる。今ではほとんどの作品においてやくみつる名義で執筆している。

### 連載
- 「おチャンコくらぶ」（『VANVAN相撲界』ベースボール・マガジン社、休刊により終了）
- 「第二代おチャンコくらぶ」（『相撲』ベースボール・マガジン社）
- 「セ相冗談」→「12球団ドガチャカ交流試合」（『週刊ベースボール』ベースボール・マガジン社、1986年〜）
  - 「セ相冗談」ではセ・リーグの4コマ漫画2本を描いていたが、2001年、パ・リーグ担当の高岡凡太郎が降板したことに伴って、「-交流試合」では両リーグ1本ずつの形となった（8コマのときは、統一されていなかったりもした）。
- 「パロ野球ニュース」→「やくやくスポーツらんど」→「まんがパロ野球ニュース」（『月刊まんがパロ野球ニュース』→『月刊スポコミ』ほか・竹書房、1986年〜1999年、2003年にまんがパロ野球ニュースの阪神タイガース優勝記念増刊号で一回限りの復活を果たした）
- 「オニのやく目玉」（『SPA!』扶桑社、連載終了）
- JAFMATE会員投稿コーナー（旧「メイトボイス」、現「おたより王国」）における体験談を基にした4コママンガ（日本自動車連盟―JAF Mate社）
- 「オール見世物」（『オール讀物』文藝春秋）
- 「マナ板紳士録」（『週刊ポスト』小学館）2012年6月1日号で連載1000回記念クロニクル!特集が行われた[40]。
- 「ポテンショット」「番外もう一丁!!」（『日刊スポーツ』1988年10月23日～2023年12月31日[41]）
  - 「ポテン-」はプロ野球関連のイラストだが、大相撲開催時には「番外-」に切り替わる。
- 「はた山ハッチの それでもガンバれ！！中畑ベイスターズ」（『神奈川新聞』）
  - シーズン中に週1回掲載される1コマ漫画。2011年までのタイトルは「はた山ハッチの輝け!ベイスターズ」。
- 「ホエールズが行く」（『月刊ホエールズ』大洋球団）
- 「はた山ハッチ&やくみつるの激笑HamaStars」（『月刊ベイスターズ』横浜ベイスターズ）
  - はた山とやくを別人に見立てたコラムと4コマ一本で構成された連載。
- 「小言・大言」（『しんぶん赤旗』日曜版、隔週）
- 「おジャマしまん〜にゃわ!!」（『マンスリーよしもと』吉本興業）
  - 同誌は2009年10月号より『マンスリーよしもとPLUS』に刷新。現在やくみつる作品の連載はなし。
- 「カズシゲくん」（1988年、『週刊現代』に連載）
  - 当時ルーキーの長島一茂を主人公とした4コマ漫画。1989年発行の『ワッハハプロ野球』第1巻に収録された。
- 「暴笑!!ビーンボール」（『週刊現代』に連載）
  - 「カズシゲくん」終了後に連載されたプロ野球4コマ。これも後に『ワッハハプロ野球』に収録された。
- 「宝くじおめで当せん劇場」（2004年から掲載されている日本宝くじ協会による広告扱いの連載作品で、主要週刊誌各誌に掲載。鈴木義司から引き継いでの執筆）

その他バラエティ番組、週刊誌での4コママンガ、イラスト等多数。

### 書籍
●印は「はた山ハッチ」名義。

#### 漫画
- 『すすめ!!赤ヘル軍団』（清山社）1979年11月5日発行。書籍コード：0071-700490-4020
  - 清山社が発行していた「野球コミック」シリーズ第4巻。広島東洋カープをテーマとしている。
  - 書籍自体は、「今日・あさって」の共同ペンネームで発行（作中及び最終ページ内には、「けやま秀樹」「村井和之介」「十鳥文博」三者の名義も入る）。
  - この内、やくは「けやま秀樹」名義で1〜6ページ、33〜52ページに1コマ漫画を発表、表紙イラストも手掛けている（この内、33ページには「けやま秀樹改メ畠山秀樹」と記述している）。

- 『がんばれエガワ君』全6巻（芳文社）●
  - 現在本格的なデビュー作として発表されている作品。

- 『ワッハハ!プロ野球』全6巻（芳文社）●
  - 芳文社の雑誌『まんがスポーツ』連載作品や『週刊現代』連載作品を収録。

- 『ワッハハ!スポーツニュース』（芳文社）1993年●
- 『小言主義』（ワニブックス）1994年
- 『パロ野球ニュース』全15巻（竹書房）●
- 『やくやくスポーツらんど』全5巻（竹書房）
- 『やくみつるのおチャンコくらぶ』全3巻（ベースボール・マガジン社）
- 『やく・みつるのマナ板紳士録　1991-1995』（小学館）
- 『やくみつるのガタガタ言うゾ!!』（朝日新聞社）
- 『ギャグギャグベースボール』（世界文化社）1986年
- 『やくみつるの平成ポテンショット』（日刊スポーツ出版社）2009年5月27日発売 ISBN 4817254548
  - 『やくやくスポーツらんど』第5巻以来、10年ぶりの漫画単行本。『日刊スポーツ』連載の1コマ漫画「やくみつるのポテンショット」の2004年〜2008年連載分を解説を交えたうえで収録。

- 『やくみつるの小言・大言』（新日本出版社）2014年7月10日発売
  - 『しんぶん赤旗』日曜版に連載されていた社会風刺四コマ漫画を単行本化。

#### その他
- 『ベイスターズ心中』（泉書房）1998年
- 『やくみつるの故意死球』（ドリームクエスト）1999年 ISBN 4925192027
- 『芸能世紀末劇場』（小学館、山田美保子との共著）
- 『芸能博物館』（小学館、山田美保子との共著）
- 『やくみつるの大珍宝』（日刊スポーツ出版社）
- 『やくみつるの10年イチジクの思い』（祥伝社）1996年 ISBN 4-39-676157-0
  - 女性週刊誌『微笑』において1986年から1996年まで連載されていた4コマ漫画『あぶねーまるカートゥーン』から抜粋された作品を掲載した作品集

- 『つけっぱなしテレビ』（ぶんか社、ラサール石井との共著）
- 『原色トイレットペーパー大全』（扶桑社）
- 勝手に大相撲審議会（中央公論社）2015年3月、デーモン閣下との共著、ISBN 978-4120047077

### 雑誌
- 防衛省広報誌『MAMOR』（扶桑社）2020年10月号 - 巻頭特集「自衛隊の“業界用語”からやくみつるが選ぶ 決定!ジェイ語大賞」

### テレビ
※レギュラー
- やくみつるの昆虫審議委員会（MONDO21）
- 笑っていいとも!（フジテレビ、1997年1月 - 3月※火曜日担当）
- ひるおび（TBS） ※金曜隔週レギュラー
- みんなのニュース（フジテレビ、2015年4月-2016年9月 ワイドの通やく、2016年10月- やくさん担当）
- 大相撲いぶし銀列伝（フジテレビONE 2015年4月- インタビュアー・ナビゲーター）
- 真夏のミステリー特番 謎解きはスカパー!の中で（2016年8月7日、BSスカパー）

※不定期
- クイズプレゼンバラエティー Qさま!!‐プレッシャーSTUDY（テレビ朝日）
- ネプリーグ (2006年10月23日-2019年3月11日、フジテレビ)
- ナニコレ珍百景（テレビ朝日）
- タモリ倶楽部（テレビ朝日）
- 情報ライブ ミヤネ屋（読売テレビ）

※テレビドラマ
- 月曜ドラマスペシャル「カードGメン・小早川茜1・借金地獄」（2000年3月20日、TBS）
- 孤独のグルメ Season7 第8話（2018年5月26日、テレビ東京） - 常連客 役

### ゲームソフト
- はた山ハッチのパロ野球ニュース!実名版（エポック社、開発はアジェンダ、スーパーファミコン用ソフト、野球ゲーム）1993年12月15日

### テレビアニメ
- 深夜!天才バカボン（2018年8月15日、やくみつる先生〈本人役〉）